# Noël Treanor
Noël Treanor (Silverstream, 25 de dezembro de 1950 – Bruxelas, 11 de agosto de 2024) foi um diplomata e prelado irlandês da Igreja Católica pertencente ao serviço diplomático da Santa Sé.

## Biografia
Ele frequentou a escola primária na St Brigid's National School, Leitrim, e a escola secundária na St Mary's CBS, Monaghan, antes de começar os estudos em artes e filosofia no St Patrick's College, Maynooth em 1968 e mais tarde teologia em 1971. Treanor recebeu a ordenação presbiteral do bispo Patrick Mulligan pela Diocese de Clogher em 13 de junho de 1976, na Catedral St. Macartan de Monaghan.
Após a ordenação, estudou teologia durante alguns anos em Roma, na Pontifícia Universidade Gregoriana. Em 1980 tornou-se vigário paroquial na Paróquia da Catedral de Clogher e responsável pelo Conselho Consultivo do Casamento Católico. Em 1985 foi nomeado Diretor do Gabinete para a Educação de Adultos e responsável, em 1986, pela organização da Assembleia Diocesana para a renovação pastoral da diocese. Em 1989 foi nomeado funcionário da Comissão das Conferências Episcopais da Comunidade Europeia (COMECE) em Bruxelas. Mais tarde, ele se tornou seu secretário-geral. Seu mandato de quatro anos foi renovado por quatro vezes. Em 18 de maio de 1994 foi nomeado Capelão de Sua Santidade.
Em 22 de fevereiro de 2008, o Papa Bento XVI o nomeou Bispo de Down e Connor. Recebeu a ordenação episcopal em 29 de junho seguinte, na Catedral de São Pedro de Belfast, do cardeal Seán Baptist Brady, arcebispo de Armagh, coadjuvado por Joseph Duffy, bispo de Clogher e por Patrick Joseph Walsh, seu antecessor.
Antes de um referendo na República da Irlanda sobre a ratificação do Tratado de Lisboa em outubro de 2009, ele defendeu um voto Sim, dizendo que os católicos poderiam votar a favor do tratado em sã consciência. Treanor citou sua experiência com a COMECE ao assegurar a um comitê de Oireachtas que a ratificação do tratado não afetaria a soberania irlandesa sobre questões como aborto e neutralidade militar.
Em 26 de novembro de 2022, o Papa Francisco o nomeou como núncio apostólico na União Europeia, elevando seu título clerical a de arcebispo.
Morreu vítima de um ataque cardíaco no dia 11 de agosto de 2024, em Bruxelas. O funeral ocorreu em 20 de agosto, na Catedral de São Pedro de Belfast, presidido por Alexander Aloysius McGuckian, S.J., bispo de Down e Connor e teve como concelebrantes Eamon Martin, arcebispo de Armagh e primaz da Irlanda (com seu emérito Diarmuid Martin), a delegação do Vaticano com o cardeal Arthur Roche, prefeito do Dicastério para o Culto Divino e Disciplina dos Sacramentos, Paul Richard Gallagher, secretário para as Relações com os Estados e Organismos Internacionais, juntamente com o arcebispo Luciano Russo, os núncios Luis Mariano Montemayor (Irlanda), Michael Francis Crotty (Nigéria) e Séamus Patrick Horgan (Sudão do Sul). Na celebração, também se fez presente uma representação ecumênica da Igreja Presbiteriana, da Igreja da Irlanda, da Abadia de Bangor e da Igreja Metodista.
Era fluente, além do gaélico nativo, em italiano, inglês, francês, alemão e espanhol.